# Rotula (anatomia)
La rotula o patella è un osso sesamoide inserito nel tendine del muscolo quadricipite della coscia.

## Anatomia
Tale tendine si inserisce sulla tuberosità quadricipitale (anteriore) della tibia.
In quanto osso sesamoide, migliora l'efficacia muscolare. È l'unico sesamoide di dimensioni ragguardevoli e costante nella specie umana.
Posteriormente alla rotula vi è l'articolazione femoro-tibiale racchiusa all'interno della propria capsula articolare. La parte flessoria del ginocchio è detta poplite, o cavo popliteo.

In rari casi è possibile la presenza, nel cavo popliteo, di un sesamoide detto fabella.
La rotula poggia su un cuscinetto adiposo detto corpo di Hoffa che le permette di scorrere sulle strutture posteriori. È collegata inoltre all'articolazione del ginocchio mediante i legamenti alari, che, medialmente si raggiungono, attraverso la capsula, il menisco mediale, mentre lateralmente si fonde alla fascia lata.
La borsa sinoviale si spinge sotto e a lato della patella: nell'incisura intercondiloidea del femore forma la piega infrapatellare e ai lati del corpo adiposo di Hoffa le pieghe alari.